# Larîne, Djankoi
Larîne (în ucraineană Ларине) este un sat în comuna Maiske din raionul Djankoi, Republica Autonomă Crimeea, Ucraina.

## Demografie
Componența lingvistică a localității Larîne
     Rusă (44,36%)
     Tătară crimeeană (34,59%)
     Ucraineană (19,8%)
Conform recensământului din 2001, nu exista o limbă vorbită de majoritatea populației, aceasta fiind compusă din vorbitori de rusă (44,36%), tătară crimeeană (34,59%) și ucraineană (19,8%).